# Ludwik Edward Rajszel
Ludwik Edward Rajszel właśc. Ludwik Edward Paweł Rajszel (inne formy pisowni nazwiska: Raiszel, Rejszel, Reyszel); urodził się 25 kwietnia 1805 roku, zmarł 18 marca 1871 roku w Łęczycy; polski oficer, powstaniec 1830 roku, poeta, pisarz i kolekcjoner.

## Twórczość
- Elegiia na zgon wiekopomnéy pamięci Alexandra Igo cesarza wszech Rossyi króla polskiego etc. etc. etc. (1826)[3]
- Wspomnienia o maskaradzie poświęcone lubownikom karnawału (1829)
- Dymissjonowany kawaler: komedjo-opera w jednym akcie (1833)
- Bajki i przypowieści: do użytku instytutów publicznych zwłaszcza żeńskich przez Radę Wychowania Publicznego zatwierdzone i polecone (1839)[4]